# Robert de Mentque
Robert Clicquot de Mentque plus connu sous le nom Robert de Mentque, né le 20 octobre 1874 à Maubeuge et mort en janvier 1964 à Neuilly-sur-Seine, est un homme de lettres et historien français.

## Biographie
Robert Clicquot de Mentque est le fils du colonel Charles-Eugène Clicquot de Mentque et d'Henriette de Chaumont-Quitry, et le petit-neveu de Édouard de Mentque et l'arrière petit-fils d'Henry Vieyra Molina.

## Publications
- Les sires de Puycornet et leurs vassaux, les seigneurs de Lisle-en-Quercy - 1930
- Le vieux Montauban - Prix Lange 1945